# Kanamori Toshino
Toshiro Kanamori (1946 - 2 maart 2020) was een Japanse opvoeder . Hij was ook hoogleraar aan de Faculteit der Humane Wetenschappen van Hokuriku Gakuin University . Daarvoor werkte hij als leraar basisonderwijs.

## Geschiedenis
Hij is geboren in Nanao City , Ishikawa Prefecture (voorheen Nakajima Town ). Hij is afgestudeerd aan de Faculteit Educatie, Kanazawa University. Sinds de jaren 80 houdt hij zich bezig met diverse praktijkgerichte opleidingen waarbij hij de verbinding onderzoekt tussen mens en natuur . Hij begon met een genderklas voor zwangere vrouwen in 1989 zwangere vrouwen, waarna hij in 1990 terminale kankerpatiënten lessen gaf over ' Doodeducatie '. Deze lessen worden "levenslessen" genoemd, en hun educatieve ideeën en praktijken hebben veel aandacht getrokken, niet alleen van de onderwijsgemeenschap maar ook van medisch en welzijnspersoneel, en zijn "het toppunt van emotionele educatie ." Deze werden zeer gewaardeerd. De Kanamori-klas die te zien was in de NHK Special "Happy Class of Tears and Laughter, Class of Life in the 4th Grade", was een groot succes. Het programma won in 2003 de Japan Prize Grand Prix en het Banff Television Festival 2004 " Global Television Grand Prize ". Nadat hij met pensioen ging van de lagere school, gaf hij les aan studenten die leraar wilden worden aan de Hokuriku Gakuin University .
Hij stierf op 2 maart 2020 aan longkanker, 73 jaar oud .

## Prijzen
- 1989 Educational Science Research Association Award
- 1997 China -Japan Education Award
- Pestalozzi Onderwijsprijs 2010[1]

## Boeken
- "School of the Sun" ( Educatieve Historische Materials Publishing Association 1988)
- "Naar de stad, Detectives: op zoek naar rijst en water" ( Yui Shobo 1994)
- "Textbook of Life: basisvermogen om op school en thuis te leven" ( Kadokawa Shoten 2003)
  - "Textbook of Life" Bunko "Hoop om te leven"
- "Classroom of Hope Bericht van Kanamori Class" (Kadokawa Shoten) 2003
- "De kracht van kinderen groeit alleen door van elkaar te leren" Kakugawa één thema 21 2007
- "Toshiro Kanamori's kinderen, klassen, leraren, onderwijstheorie" Children's Future Company 2009
- "Kinderen worden schrijvers" Levenslust "en" Academisch vermogen "dat volwassenen overtreft" Kadokawa Shoten 2009
- "Is" voor kinderen "juist?" Gakken Shinsho 2010

### Co-auteur
- "Seksles Doodsles Seksles Ontmoeting met glanzende leven veranderde kinderen" (Co-auteur van Atsushi Murai, Educational History Publishing Association 1996)
- "Ik kan mijn kind niet zien" NHK Special "Ik kan mijn kind niet zien" interviewgroep, co-auteur van Hiroyuki Yoshiie Poplar Publishing 2005
- "Wat is het leven?" Keiko Nakamura, Naomi Numano, Takushi Takahashi, Kiyokazu Washida Co-auteur van Kosei Publishing Co., Ltd. 2007 Zelfs kinderfilosofie
- "Practice of Education door Akio Saijo, Toshiro Kanamori, Kiyoshi Takezawa " bewerkt door Koji Tanaka, Japanese Standard 2010
- "Learning Class Kanamori Class en Japan's World Education Heritage" Tsuji 󠄀 Naoto Tsuji Co-auteur Kadokawa Shinsho KADOKAWA 2017